# 展望台

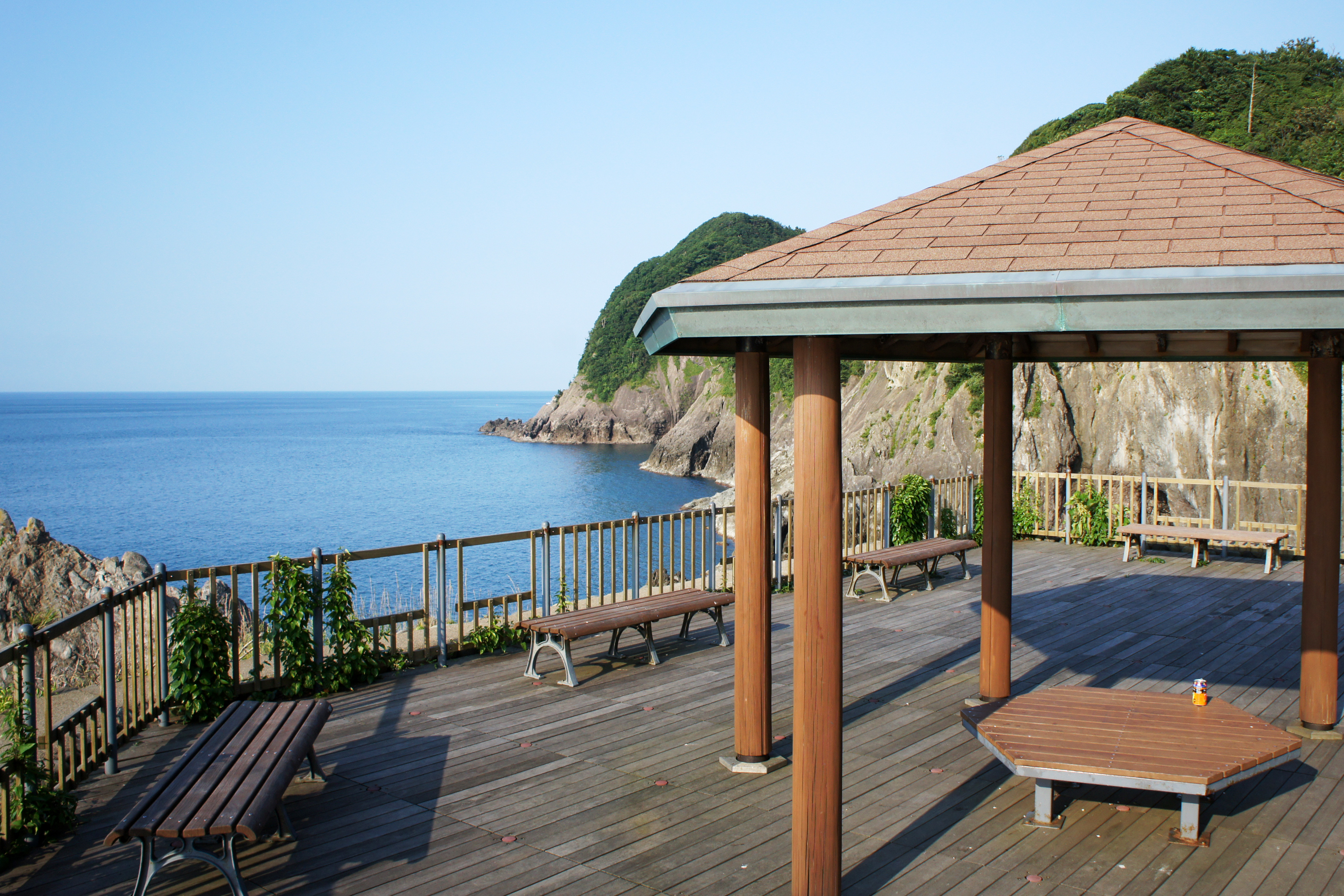
大引きの鼻展望台

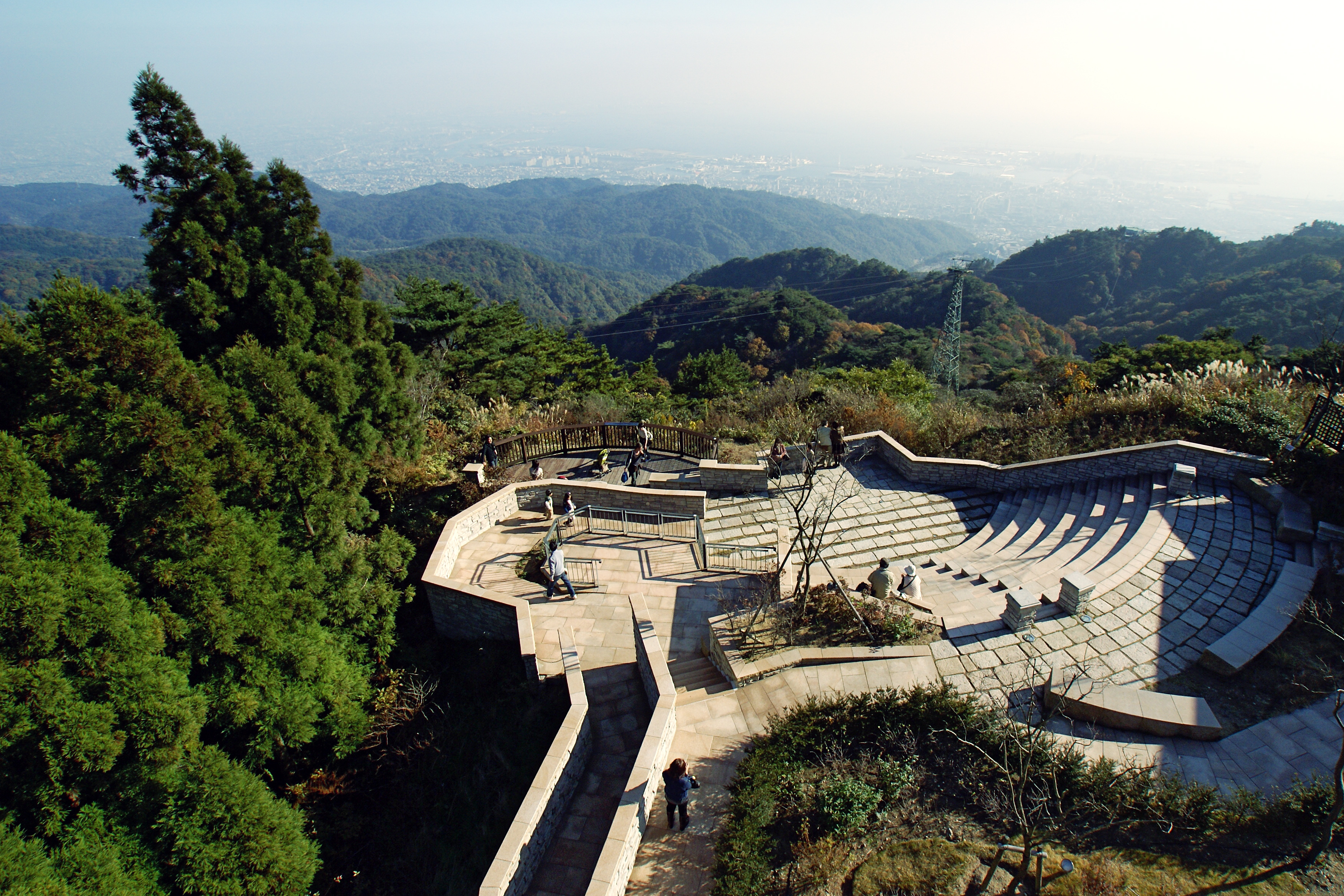
六甲山の展望台

展望台（てんぼうだい）は、岬の先端や山の頂上付近、あるいは高層建築物や塔の最上階等にある、景色を見るために設置されている設備。

## 概要

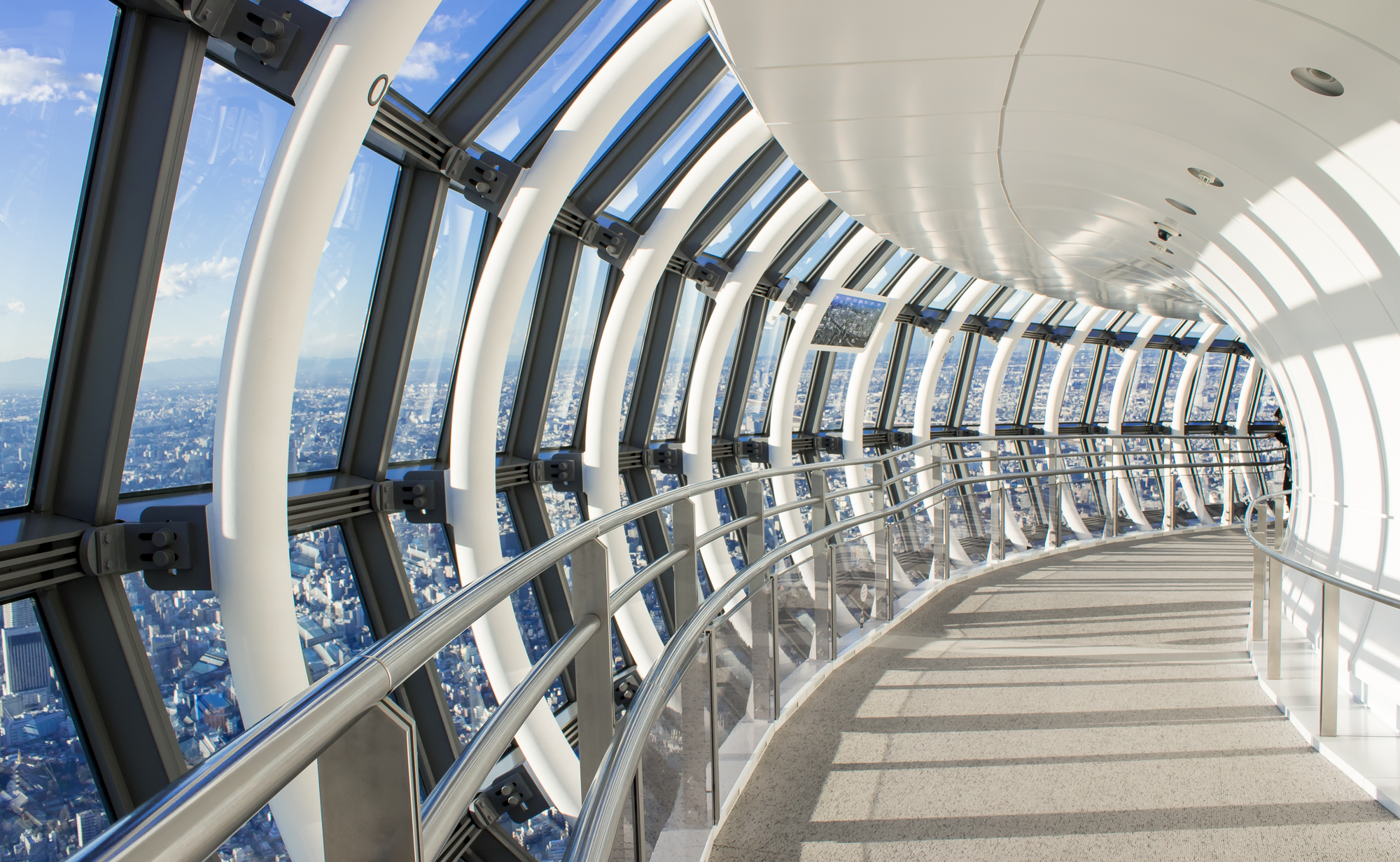
東京スカイツリーの展望台（展望回廊）

展望台は屋外の場合と屋内の場合がある。展望台に入るのに有料と無料の場合がある。展望台には、そこから眺める景色を看板状に描き地物の名称を記したものや、有料ないし無料の望遠鏡などが設置されていることもある。屋内展望台であって、建物の外周部がゆっくりと回転する回転展望台がある。
滝の向かいで滝つぼを見る展望台もあり、観瀑台（かんばくだい）と呼ばれる。

## 高さの記録

### 世界一高い展望台の変遷
1889年のエッフェル塔完成以来の世界一高い展望台の変遷。
山や崖などの上のものを除く、人工建築物上のものに限る。
| 記録保持期間  | 名前                     | 国               | 都市         | 完成年 | 一番高い展望台までの高さ | 備考 |
| ------------- | ------------------------ | ---------------- | ------------ | ------ | ------------------------ | --- |
| 1889-1931年   | エッフェル塔             | フランス         | パリ         | 1889年 | 275m                     | 57mと115 mの地点にも展望台 |
| 1931-1973年   | エンパイアステートビル   | アメリカ         | ニューヨーク | 1931年 | 369m                     | 86階の320mの地点にも展望台 |
| 1973-1974年   | ワールドトレードセンター | アメリカ         | ニューヨーク | 1973年 | 399.4m                   | サウスタワーの107階の展望台が1973年4月4日に開業した。 アメリカ同時多発テロ事件で倒壊。 |
| 1974-1975年   | ウィリスタワー           | アメリカ         | シカゴ       | 1974年 | 412.4m                   | 103階の展望台が1974年6月22日に開業 |
| 1975-1976年   | ワールドトレードセンター | アメリカ         | ニューヨーク | 1973年 | 420m                     | サウスタワーの屋上の展望台が1975年12月15日に開業した。 アメリカ同時多発テロ事件で倒壊。 |
| 1976-2008年   | CNタワー                 | カナダ           | トロント     | 1976年 | 446.5m                   | 342mと346mの地点にも展望台 |
| 2008-2011年   | 上海環球金融中心         | 中国             | 上海         | 2008年 | 474m                     | 423mと439mの地点にも展望台 |
| 2011年-2014年 | 広州塔                   | 中国             | 広州         | 2011年 | 488m                     | 屋上の野外展望台が2011年12月にオープン。他にも屋内に幾つかの展望台がある（最高433.2m）。 |
| 2014年-2016年 | ブルジュ・ハリファ       | アラブ首長国連邦 | ドバイ       | 2010年 | 555m                     | 148階の展望台が2014年10月15日に開業 |
| 2016年-       | 上海中心                 | 中国             | 上海         | 2015年 | 561m                     | 2016年7月1日に開業、展望台直通のエレベーターは3基稼働している。上りは分速1,080m（秒速18m）の世界一速いエレベーターにより、地下2階（地下約13m）から119階（約552m）までの565.4mを55秒で到達する。 |

- 注：山や崖の上には人工の建築物上よりもさらに高い展望台が存在する。アメリカコロラド州キャニオンシティのロイヤル・ジョージ橋は1929年に建設されアーカンザス川上の321mの高さにロイヤル・ジョージ渓谷をつないで架けられていた。

### 高さランキング
|    | 名前                                   | 完成   | 種類           | 国               | 都市             | 展望台の高さ | 建物の高さ | 脚注 |
| -- | -------------------------------------- | ------ | -------------- | ---------------- | ---------------- | ------------ | ---------- | --- |
| 1  | 上海中心                               | 2015年 | 超高層ビル     | 中華人民共和国   | 上海             | 561m         | 632m       | 2016年7月に三菱電機が開発した分速1,230m（秒速20.5m）で運転できるエレベーターの運転を開始し、地下2階から119階まで53秒で到達する。 |
| 2  | ブルジュ・ハリファ                     | 2010年 | 超高層ビル     | アラブ首長国連邦 | ドバイ           | 555m         | 828m       | 148階。124階、屋外。 |
| 3  | 広州塔                                 | 2011年 | 鉄塔           | 中華人民共和国   | 広州             | 488m         | 600m       | 屋上の屋外展望台が2011年12月にオープン。                                                                                         |
| 4  | 第2ロッテワールドタワー                | 2017年 | 超高層ビル     | 大韓民国         | ソウル特別市     | 478m         | 555m       | OECD加盟国の中で最も高いビルである。                                                                                             |
| 5  | 上海ワールド・フィナンシャル・センター | 2008年 | 超高層ビル     | 中華人民共和国   | 上海             | 474m         | 492.3m     | 100階。94階と97階にも展望台あり。                                                                                                |
| 6  | 東京スカイツリー                       | 2012年 | 鉄塔           | 日本             | 東京             | 451.2m       | 634m       | 340m、345m、350mと445mにも展望台あり。                                                                                           |
| 7  | CNタワー                               | 1976年 | コンクリート塔 | カナダ           | トロント         | 446.6m       | 553.3m     | 342 m（屋外）と346 m（室内）にも展望台あり。                                                                                     |
| 8  | ウィリス・タワー（旧シアーズ・タワー） | 1974年 | 超高層ビル     | アメリカ合衆国   | シカゴ           | 412.5m       | 527.3m     | 103階 |
| 9  | 環球貿易広場                           | 2011年 | 超高層ビル     | 香港             | 九龍             | 393m         | 484m       | 100階。360°パノラマ室内展望台。                                                                                                  |
| 10 | 台北101                                | 2004年 | 超高層ビル     | 中華民国（台湾） | 台北             | 391.6m       | 509.2m     | 91階（屋外）。89階（室内）383.2mにも展望台あり。                                                                                 |
| 11 | ペトロナスツインタワー                 | 1998年 | 超高層ビル     | マレーシア       | クアラルンプール | 370m         | 452.9m     | タワー２の86階。41階と42階に二つのタワーを結ぶスカイブリッジ170mがある。                                                         |
| 12 | エンパイアステートビル                 | 1931年 | 超高層ビル     | アメリカ合衆国   | ニューヨーク     | 369m         | 448.7m     | 102階。86階 (320 m) にもあり。                                                                                                   |
| 13 | 東方明珠電視塔                         | 1994年 | コンクリート塔 | 中華人民共和国   | 上海             | 351m         | 468.9m     | 14階 |
| 14 | 高雄85ビル                             | 1997年 | 超高層ビル     | 中華民国（台湾） | 高雄             | 341m         | 347m       | 74階 |
| 15 | 金茂タワー                             | 1998年 | 超高層ビル     | 中華人民共和国   | 上海             | 340.1m       | 421.5m     | |
| 16 | オスタンキノタワー                     | 1967年 | コンクリート塔 | ロシア           | モスクワ         | 337m         | 540.1m     | |
| 17 | ジョンハンコックセンター               | 1969年 | 超高層ビル     | アメリカ合衆国   | シカゴ           | 313.8m       | 343.5m     | |
| 18 | ロイヤル・ジョージ橋                   | 1929年 | 橋             | アメリカ合衆国   | コロラド         | 291m         | 321m       | アーカンザス川のグランドキャニオンに架かる。                                                                                     |
| 19 | あべのハルカス                         | 2014年 | 超高層ビル     | 日本             | 大阪             | 288m         | 300m       | 60階。59階、58階にも展望台あり。                                                                                                 |
| 20 | ユーレカタワー                         | 2007年 | 超高層ビル     | オーストラリア   | メルボルン       | 285m         | 297.3m     | スカイデッキ88は高さ285 m |
| 21 | OUBセンター 1-Altitude Gallery         | 2010年 | 超高層ビル     | シンガポール     |                  | 280m         | 280m       | 屋上のギャラリーが2010年にオープン。1-Altitude 設立の一環。                                                                      |
| 22 | エッフェル塔                           | 1889年 | 鉄トラス塔     | フランス         | パリ             | 276.1m       | 324m       | 第3展望台 |
| 23 | クアラ・ルンプール・タワー             | 1996年 | コンクリート塔 | マレーシア       | クアラルンプール | 276m         | 421m       | |
| 24 | コロンビア・センター                   | 1985年 | 超高層ビル     | アメリカ合衆国   | シアトル         | 275m         | 284m       | 73階 |

## 海中展望台
海中展望台（時には海中展望塔と称する）においては、建物の土台が海底にあり、見物人が水面下に下りて行き、窓から海中の様子を鑑賞することができる。

### 日本
- 氷海展望塔オホーツクタワー - 北海道紋別市の海洋公園にある[6]。
- 勝浦海中展望塔 - 千葉県勝浦市の勝浦海中公園内にある[7]。
- 串本海中公園 海中展望塔 - 和歌山県串本町の串本海中公園内にある[8]。
- 白浜海中展望塔 - 和歌山県白浜町にある[9]。
- 足摺海底館 - 高知県土佐清水市にある[10]。
- 唐津市玄海海中展望塔 - 佐賀県唐津市鎮西町の波戸岬にある[11]。
- ブセナ海中展望塔 - 沖縄県名護市にあるブセナ海中公園内にある[12]。

### アメリカ合衆国
- フィッシュアイ海中展望塔 - グアムのフィッシュアイマリンパークにある[13]。

### イスラエル
- コーラルワールド海中展望塔 - エイラートにある[14]。